# سی‌بی۴
«سی‌بی۴» (انگلیسی: CB4) فیلم کمدی آمریکایی به کارگردانی تامرا دیویس است که در سال ۱۹۹۳ منتشر شد.

## بازیگران
- آلن پاین
- کندی الکساندر
- فیل هارتمن
- کریس الیوت
- شارلی مورفی
- کریس راک